# Safety Scissors
Safety Scissors, pseudonimo di Matthew Patterson Curry (Minneapolis, ...), è un musicista statunitense.

## Biografia
Nato a Minneapolis, Curry si trasferì nella Bay Area per studiare al San Francisco Art Institute. In seguito venne scritturato dalla Belief Systems/Context Records ove iniziò a lavorare al fianco di Sutekh, Twerk e Kit Clayton. Con quest'ultimo, Curry avviò il progetto Moron. Nel 2000, Curry si trasferì a Berlino. Il primo album Parts Water (2001) venne definito da CMJ "un disco perfetto da ascoltare con le cuffie" e "il primo tentativo di un artista techno di scrivere brani pop". Seguirono gli altrettanto apprezzati Tainted Lunch (2005) e In a Manner of Sleeping (2013).

## Discografia
- 2001 – Parts Water
- 2005 – Tainted Lunch
- 2013 – In a Manner of Sleeping